# Curti (ort i Indien)
Curti är en ort i Indien.   Den ligger i distriktet North Goa och delstaten Goa, i den sydvästra delen av landet, 1 500 km söder om huvudstaden New Delhi. Curti ligger 51 meter över havet och antalet invånare är 13 662.
Terrängen runt Curti är kuperad österut, men västerut är den platt. Runt Curti är det tätbefolkat, med 530 invånare per kvadratkilometer. Närmaste större samhälle är Madgaon, 16,9 km söder om Curti. I omgivningarna runt Curti växer huvudsakligen savannskog.